# Wiaźma Briańska
Wiaźma Briańska (ros. Вязьма-Брянская, Wiaźma-Brianskaja) – węzłowa stacja kolejowa w miejscowości Wiaźma-Brianskaja, w rejonie wiaziemskim, w obwodzie smoleńskim, w Rosji. Węzeł linii z Wiaźmy do Kaługi i Briańska.

## Historia
Na powstałej w 1874 linii Wiaźma – Kaługa nie zbudowano w tym miejscu stacji. Przed I wojną światową planowano budowę linii Wiaźma – Briańsk, którą z powodu wybuchu wojny i rewolucji rozpoczęto dopiero w 1929. Stacja Wiaźma Briańska powstała w 1930, w miejscu, w którym linia Wiaźma – Briańsk odchodziła od linii Wiaźma – Kaługa. W latach 30. przy stacji powstała lokomotywownia. W 1937 9 pracowników stacji zostało aresztowanych i następnie rozstrzelanych przez NKWD.
Stacja wraz z lokomotywownią została zniszczona w 1943, podczas odwrotu wojsk niemieckich. Następnie odbudowana.

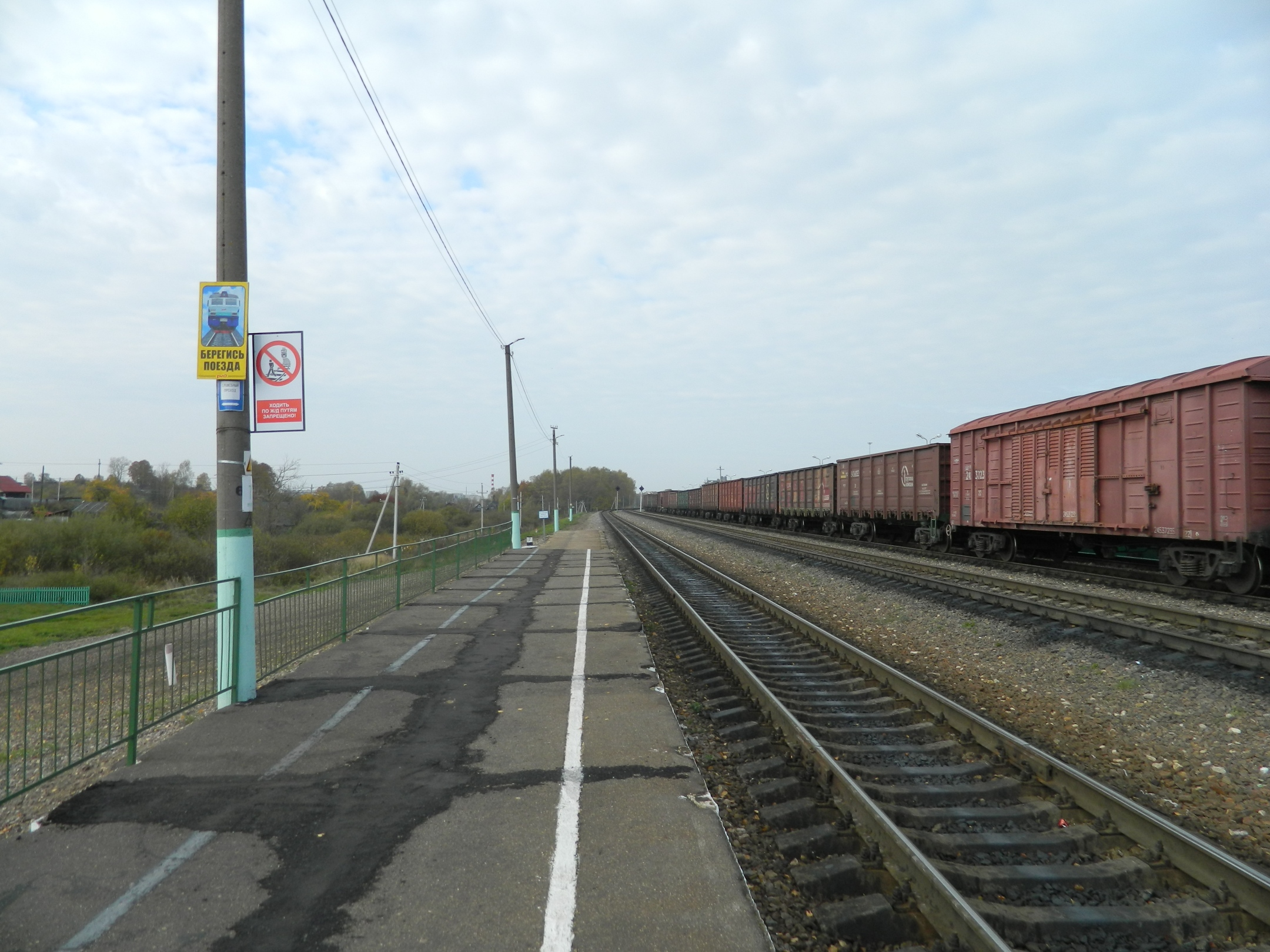
Widok w stronę Wiaźmy
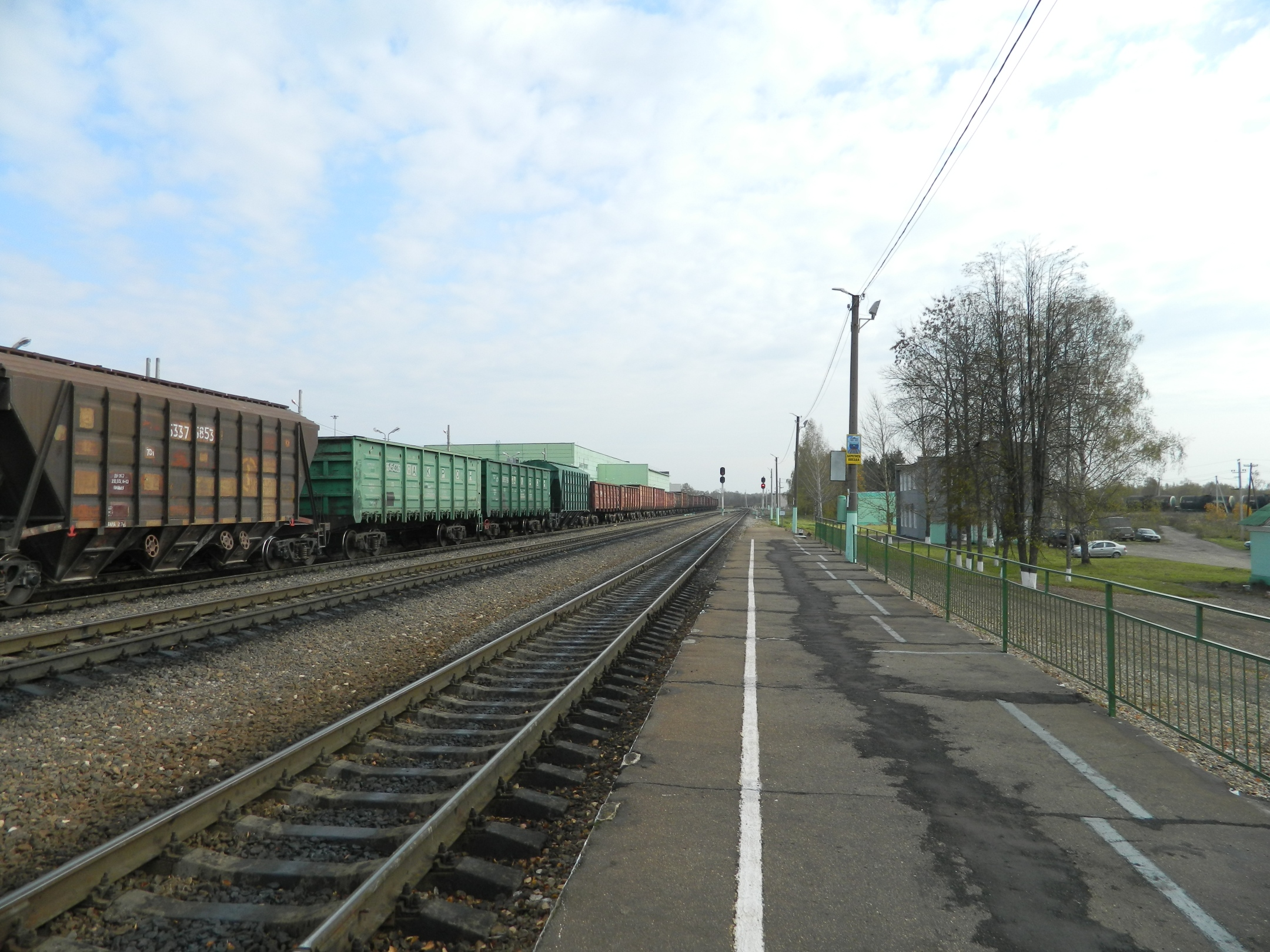
Widok w stronę Kaługi/Briańska